# Microdon scutifer
Microdon scutifer är en tvåvingeart som beskrevs av Frederick Knab 1917. Microdon scutifer ingår i släktet myrblomflugor, och familjen blomflugor. Inga underarter finns listade i Catalogue of Life.